# Mangora explorama
Mangora explorama là một loài nhện trong họ Araneidae.
Loài này thuộc chi Mangora. Mangora explorama được Herbert Walter Levi miêu tả năm 2007.